# ورنون (فلوریدا)
ورنون (به انگلیسی: Vernon) شهری در شهرستان واشنگتن ایالت فلوریدا است که در سال ۱۹۲۶ بنیان‌گذاری شده‌است. این شهر طبق سرشماری سال ۲۰۱۰ میلادی، ۷۴۳ نفر جمعیت داشته و مساحت آن نیز ۱۲٫۲ کیلومتر مربع است.